# 기장 묘관음사 불자
기장 묘관음사 불자(機張 妙觀音寺 拂子)는 부산광역시 기장군 장안읍 묘관음사에 있는 불자이다. 2008년 9월 11일 부산광역시의 문화재자료 제46호로 지정되었다.

## 개요
불자는 삼이나 짐승의 털을 묶어서 자루 끝에 맨 것으로 원래는 모기 등의 벌레를 쫓는데 쓰는 생활용구이나, 불가에서는 수행자가 마음의 티끌과 번뇌를 털어내는 상징적 의미의 불교 용구이다. 불교식으로는 불(拂) 또는 불진(拂塵)으로 불린다.
불가에서는 흰 말의 꼬리털로 만든 백불(白拂)을 귀하게 여기며 조사(祖師) 영정에 지물로 그리는 경우가 많다. 자루에는 장식으로 흔히 용의 문양을 새기기도 한다. 불자를 지물로 삼는 뜻은 신상의 악한 장애나 환란을 없애기 위해서라고 한다. 중국에서는 선종의 장엄구로 선승의 문답 시에 즐겨 사용하기도 하였으며 전법(傳法)의 증표로 사용되기도 하였다.
묘관음사 불자는 짐승의 흰 털을 유제(鍮製)의 줄로 촘촘히 엮은 것으로 털이 빠지지 않게 세벌로 엮어 수공이 뛰어나다. 나무의 막대는 장식이 없으나 손잡이 부분에 도포 띠와 같은 수술을 매어 장식하였다. 혜명(慧明, 法號-慧月)선사의 유품으로 숫 사자의 갈기털이라고 하나 확인할 수는 없다.
이 불자는 조선말기에서 일제강점기 사이에 제작된 것으로 보이는 유물이나 공예적 수법이 우수하며 소장 연기가 명확하고 보존 상태가 양호할 뿐 아니라, 또한 수장자의 전법 관계를 알 수 있고 현재 남아 있는 예가 드문 문화재이다.

## 참고 문헌
- 묘관음사불자 - 국가유산청 국가유산포털